# Lewan Schordania
Lewan Schordania (georgisch ლევან ჟორდანია; * 1. Januar 1997 in Tiflis) ist ein georgisch-niederländischer Fußballspieler.

## Karriere
Schordania begann seine Karriere in den Niederlanden bei Vitesse Arnheim. Zur Saison 2014/15 wechselte er in die Jugend von Achilles ’29. Ab der Saison 2016/17 spielte er für die Reserve von Achilles in der viertklassigen Derde Divisie. Im Januar 2017 stand er auch erstmals im Kader der Profis, für die er allerdings nie zum Einsatz kam. Nach der Saison 2016/17 verließ er Achilles.
Nach einer Saison ohne Verein wechselte er zur Saison 2018/19 zum FC Eindhoven. Im September 2018 debütierte er für Eindhoven in der Eerste Divisie, als er am vierten Spieltag jener Saison gegen Sparta Rotterdam in der Nachspielzeit für Samy Bourard eingewechselt wurde. Nach zwei Einsätzen für Eindhoven wechselte Schordania im Januar 2019 zum Ligakonkurrenten FC Den Bosch. Dort spielte er jedoch keine Rolle und stand nicht ein Mal im Spieltagskader. Daher verließ er Den Bosch nach der Saison 2018/19 wieder.
Nach einem halben Jahr ohne Klub wechselte er im Januar 2020 nach Georgien zu Lokomotive Tiflis. Bei Lok Tiflis blieb er allerdings in der Saison 2020 ohne Einsatz. Im Februar 2021 wechselte er nach Österreich zur zweiten Mannschaft des FK Austria Wien. Für die Violets kam er insgesamt zu zwölf Einsätzen in der 2. Liga. Nach der Saison 2021/22 verließ er die Austria.
Im Anschluss kehrte er nach Georgien zurück und wechselte zum Erstligisten Sioni Bolnissi.

## Persönliches
Sein Vater Merab war ebenfalls Fußballspieler und ist heute als Funktionär und Investor tätig.